# 人力

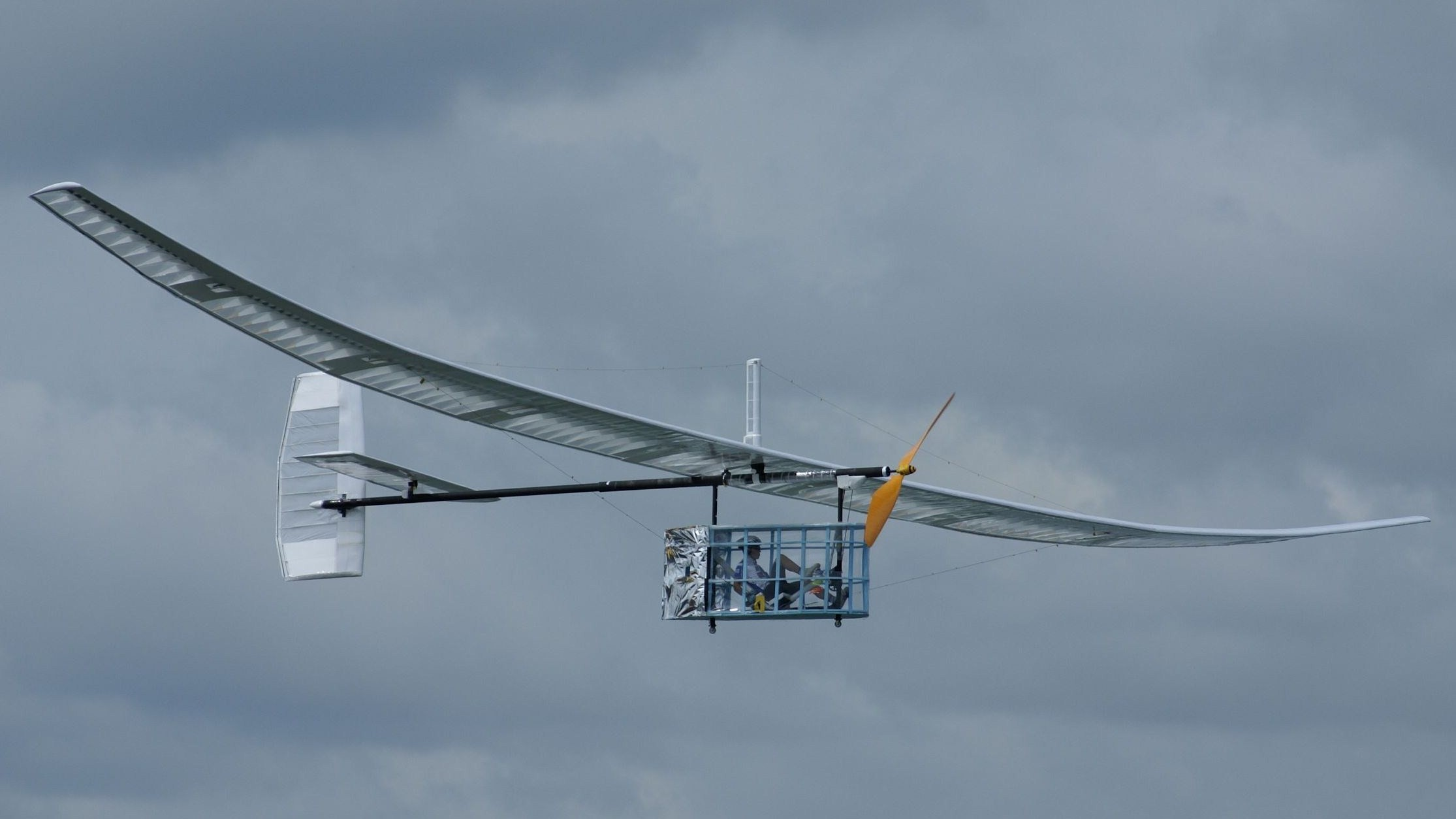
第30回鳥人間コンテストに出場した山形大学Craft-Palの人力飛行機（2006年）

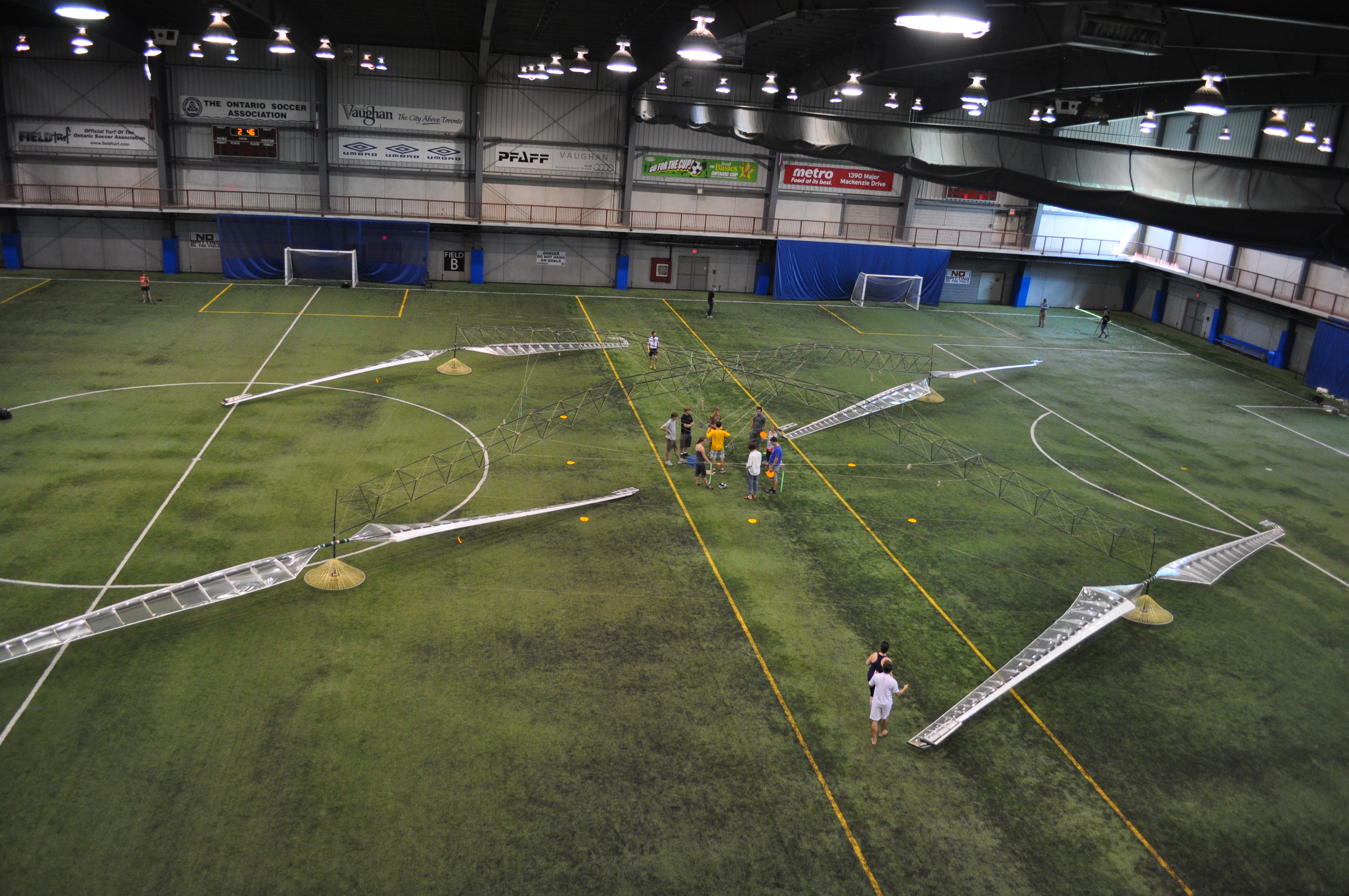
人力ヘリコプター AeroVelo's Atlas（カナダ）

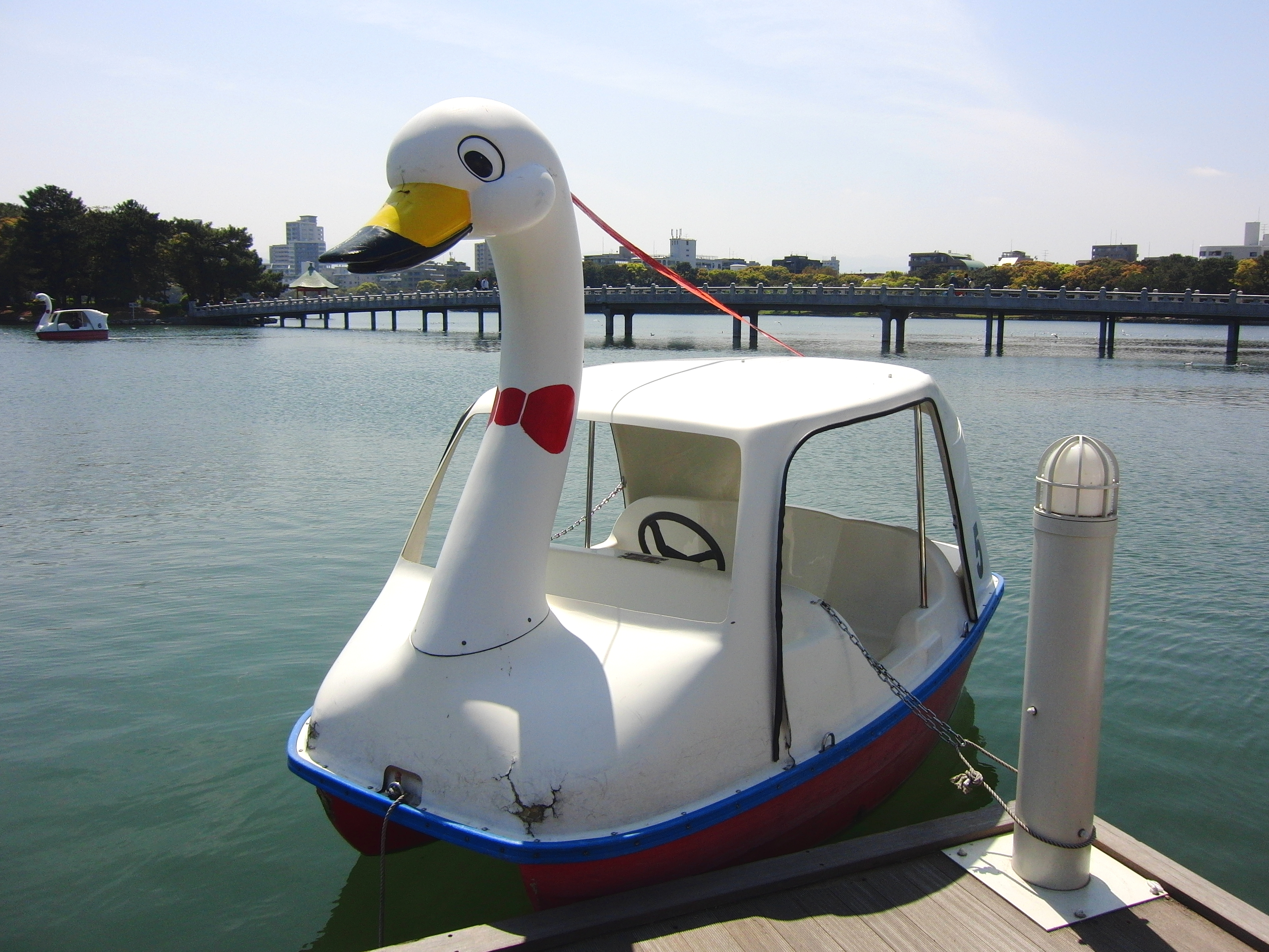
人力で航走する大濠公園のスワンボート（福岡市）。

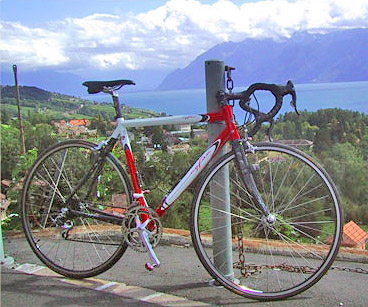
自転車

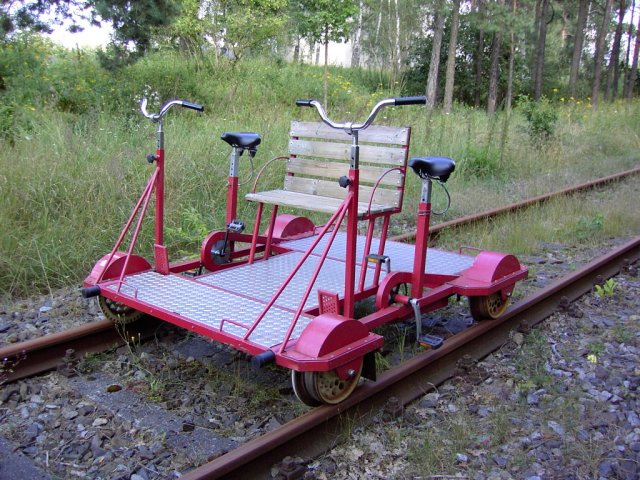
軌道自転車（ドイツ・テンプリン-フュルステンベルク/ハーヴェル間）

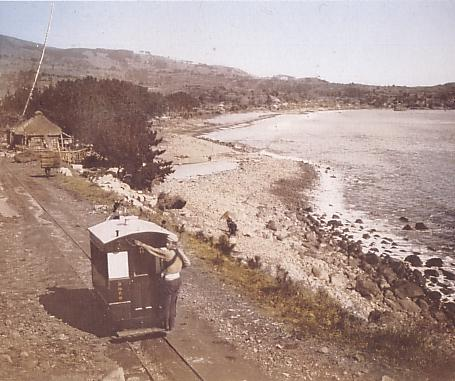
豆相人車鉄道が営業していた頃（神奈川県・湯河原吉浜付近）

人力（じんりき、じんりょく、英: Human power）とは、人間を動力源とする動力。

## 概要
太古の時代から使用されてきた動力で様々な用途に利用されてきた。産業革命以後は蒸気機関や内燃機関、電動機が普及したため、廃れたものの、今尚、自転車等の用途では使用される。また、災害時などにラジオや懐中電灯等で非常用の電源として人力発電機が使用される場合もある。また、実用目的以外では人力飛行機、人力ヘリコプター等もある。また遊園地などの遊戯施設においては人力モノレールやスワンボート等もある。

## 交通機関として用いるもの

### 自転車タクシー
ベロタクシーが代表格で人力で走行するタクシー。

### 人力車
19世紀末から20世紀初頭に使用され、現在では一部の観光地等で使用される人力の車両。

### 人車鉄道
交通機関が未発達の時代に使用された人力の鉄道。現在では一部の観光施設等で運行される。

#### 軌道自転車
軌道上を走行する自転車。保線作業や廃線跡を活用した施設等で使用される。

### 人力モノレール
人力で前進するモノレールで遊園地などで運行される。

#### ホッチキス自転車鉄道
人力のモノレール。

#### シュウィーブ
人力の懸垂式モノレールで構想段階。

### 自転車
人力で走行する。人力の乗り物としては最も実用的で19世紀末から現在に至るまで幅広く使用される。

### 人力飛行機
人力で飛行する飛行機。実用性は皆無ではあるものの、毎年のように鳥人間コンテストが開催されるように根強い愛好家層が存在する。

### 人力ヘリコプター
人力で浮上するヘリコプター。実用性は皆無ではあるものの、軽量で強靭な複合材料の普及により徐々に記録が向上しつつある。

### 足漕ぎボート
足でペダルを漕いで前進するボート。主に観光地で使用される。

### 人力潜水艇
アメリカ独立戦争ではタートル潜水艇が実戦投入され、アメリカ南北戦争ではH・L・ハンリーが実戦投入された。現在でも国際的な競技会が開催される。